# Jimmy Cantrell
James Cantrell, detto Jimmy (Sheepbridge, 7 maggio 1882 – Basford, 31 luglio 1960), è stato un golfista e calciatore inglese, di ruolo attaccante.

## Carriera
Punta centrale icona del Tottenham Hotspur Football Club, Jimmy Cantrell ha giocato per la squadra tra il 1912 e il 1922, dopo aver vestito le casacche di Aston Villa Football Club (dal 1904 al 1907) e Notts County Football Club (dal 1907 al 1912). Con la maglia degli Spurs il centravanti ha vinto la Second Division inglese nel 1919-1920 e la FA Cup l'anno successivo. Nell'ultimo periodo della sua carriera decise di giocare per il Sutton Town, ritirandosi nel 1925.

## Palmarès
- Second Division: 1

Tottenham: 1919-1920
- Coppa d'Inghilterra: 1

Tottenham: 1920-1921